# 지방도 제921호선
지방도 제921호선(산내 ~ 죽장선)은 경상북도 경주시 산내면 대현리와 포항시 북구 죽장면 상옥리를 잇는 경상북도의 지방도이다.
본래 기점은 울주군 상북면 궁근정삼거리였으나 울산시가 광역시로 승격하면서 상북면 구간은 울주군도에 편입되었고, 현재 기점은 울주군 상북면과 경주시 산내면의 경계지점이다. 산내면소재지에서 국도 제20호선과 교차, 중복되고, 청도군 운문면 지촌리에서 분기하여 영천시 북안면소재지를 경유, 국도 제4호선에서 끝난다. 임고면소재지 인근에서 국가지원지방도 제69호선과 분기하며 다시 시작되어 포항시 기계면, 기북면을 경유하고 죽장면 상옥리에서 국가지원지방도 제69호선과 다시 만나면서 끝난다.

## 연혁
- 2003년 2월 20일 : 노선 폐지 및 재지정.[1]
- 2006년 6월 22일 : 임고 ~ 죽장간 도로(영천시 임고면 양평리 ~ 효리) 3.66km 구간 확장 개통[2]
- 2006년 11월 30일 : 경주시 산내면 대현리 470m 구간 선형 개량 개통[3]
- 2007년 9월 20일 : 인비교(포항시 북구 기계면 인비리) 694m 구간 재가설 개통[4]
- 2007년 12월 10일 : 고지교(영천시 북안면 고지리) 278m 구간 재가설 개통[5]
- 2011년 4월 13일 : 기계 ~ 기북간 도로(포항시 북구 기계면 인비리 ~ 기북면 용기리) 4.13km 구간 개통[6]
- 2021년 12월 6일: 노선명을 '상북 ~ 죽장선'에서 '산내 ~ 죽장선'으로 변경 및 총 연장을 93.03km에서 92.91km로 변경함.[7]

## 주요 경유지
- 경주시
  - 산내면 대현리 (울산광역시 도계) - 대현보건진료소 - 대현저수지 - 내일리 - 의곡초등학교 - 경주마케팅고등학교 - 산내네거리 - 제2의곡교 - 외철리 - 신원2교 - 신원리 - 신원1교

- 청도군
  - 운문면 신원1교 - 지촌2교 - 지촌삼거리 - 화곡교 - 봉하교 - 마일1교 - 마일2교 - 빗대교 - 마일리 - 오재

- 영천시
  - 북안면 오재 - 상리 - 상동교 - 당리삼거리 - 명주교 - 명주리 - 신대리 - 신리마을회관 - 경북영광학교 - 옥천리 - 고지리 - 고지교 - 고지삼거리 - 북안초등학교 - 북안면 행정복지센터 - 임포교 - 영안중학교 - 임포공용버스터미널 - 임포리 - 반계리 - 유천소교 - 반정 교차로
  - 동부동 조교삼거리 - 언하동
  - 임고면 임고 교차로 - 양항리 - 임고삼거리 - 양수교 - 임고중학교 - 양평리 - 황강리 - 효리 - 금대리 - 사동교 - 사리삼거리 - 사동2교 - 임고저수지 - 사리 - 구만교 - 수성교 - 임고초등학교 수성분교 (폐교) - 수성리 - 이리재

- 포항시
  - 북구
    - 기계면 이리재 - 봉계리 - (봉계2리입구) - 인비리 - 인비교
    - 기북면 대곡리 - 관천삼거리 - 용기리 - 기북면 행정복지센터 - 기북초등학교 - 기계중학교 기북분교 - 율산교 - 율산리 - 오덕리 - 탑정리 - 탑정교 - 오덕리 - 성법리 - 성법교 - 성법령
    - 죽장면 성법령 - 상옥리

### 영천시 해제 구간
이 구간은 2013년부터 해제되었다.
- 영천시
  - 북안면 반정 교차로 - 북안공단 교차로 - 유천대교 - 유하교
  - 남부동 작산 교차로 - 남부교 - 봉작 교차로 - 도동 교차로 - 도동네거리 - 주남네거리 - 금노사거리 - 영천시외버스터미널 - 영서교
  - 서부동 영서교 - 서문육거리 - 숙열공원
  - 중앙동 중앙사거리 - 시청오거리
  - 동부동 아사동 - 망정동 - 영천소방서 - 영천동부초등학교 - 조교삼거리 - 언하동
  - 임고면 매호리 - 임고 교차로

### 울산광역시 해제 구간
- 울주군
  - 상북면 궁근정삼거리 - 궁근정리 - 삽재 - 덕현리

## 중복 구간
- 경주시 산내면 산내네거리 ~ 청도군 운문면 지촌삼거리 : 국도 제20호선과 중복
- 영천시 북안면 당리삼거리 ~ 신리마을회관 : 지방도 제909호선과 중복
- 영천시 임고면 임고 교차로 ~ 임고삼거리 : 국가지원지방도 제69호선과 중복

## 도로명
- 경주시 산내면 대현리 ~ 산내네거리 : 문복로
- 경주시 산내면 산내네거리 ~ 신원1교 : 단석로
- 청도군 운문면 신원1교 ~ 지촌삼거리 : 청려로
- 청도군 운문면 지촌삼거리 ~ 영천시 북안면 반정 교차로 : 운북로
- 영천시 임고면 임고 교차로 ~ 임고삼거리 : 포은로
- 영천시 임고면 임고삼거리 ~ 이리재 : 운주로
- 포항시 북구 기계면 이리재 ~ (봉계2리입구) : 봉좌로
- 포항시 북구 기계면 (봉계2리입구) ~ 인비리 : 기남길
- 포항시 북구 기계면 인비리 ~ 인비교 북단 : 인비길
- 포항시 북구 기계면 인비교 북단 ~ 죽장면 상옥리 : 기북로